# Jerry Faingason
Jerry Faingason – filipiński zapaśnik w stylu klasycznym i wolnym.
Srebrny medalista igrzysk Azji Południowo-Wschodniej i mistrzostw Azji Południowo-Wschodniej w 1997. Zajął 18 miejsce w mistrzostwach świata w 1991. Szósty na mistrzostwach Azji w 2001. Pierwszy w Pucharze Azji i Oceanii w 1993 roku.